# Eduard Peschl
Eduard Ferdinand III. Peschl (* 7. September 1903 in Passau; † 19. Januar 1999 ebenda) war ein deutscher Unternehmer,  Funktionär und Philatelist.

## Leben
Er wurde als Sohn von Eduard Ferdinand II. Peschl (1878–1939) und Ursula Peschl (geb. Adler) am 7. September 1903 in Passau geboren. Nach seiner Schulausbildung von 1909 bis 1922 absolvierte er eine Ausbildung zum Brauer in der elterlichen Brauerei Peschl-Bräu. Nach seiner kaufmännischen und technischen Ausbildung studierte er an der Technischen Hochschule München Fakultät Weihenstephan Diplom-Braumeister und Diplom-Brauingenieur bis zum Jahre 1927. Die elterliche Brauerei leitete er in vierter Generation von 1939 bis 1986. Zwei Jahre nach seinem Rückzug wurde die Brauerei an die Brauerei Aldersbach verkauft.
Neben seiner Tätigkeit als Brauer verbrachte er viel Zeit mit der Sammlung von Briefmarken. In diesem Zusammenhang war er von 1934 bis 1943 regelmäßiger Mitarbeiter der Deutschen Briefmarken-Zeitung und veröffentlichte einige Bücher. Auch war er als Prüfer, im Bund Philatelistischer Prüfer, der Echtheit von Briefmarken eine anerkannte Person. Seine Sammlung wurde zwischen April 2000 und Mai 2001 in drei Auktionen veräußert.
Auch übernahm er eine Vielzahl von Ehrenämtern, darunter die Präsidentschaft der Industrie- und Handelskammer Niederbayern, des Bayerischen Brauerbundes und des Deutschen Brauer-Bundes.
Eduard Peschl heiratete am 16. Mai 1931 Leonore Peschl (geb. Eckert) aus Linz (Österreich). Gemeinsam haben sie einen Sohn, Ernst Karl Peschl (* 1944). Der Mathematiker Ernst Peschl war Eduard Peschls Bruder.

## Ehrungen
- Sieger-Preis (1938)
- Bayerischer Verdienstorden (1961)
- Großes Verdienstkreuz mit Stern (1968)
- Ehrensenator der Technischen Universität München
- Bayerische Staatsmedaille in Gold
- Bürgermedaille der Stadt Passau
- Lindenberg-Medaille (1981)